# Triple salto
El triple salto o salto triple es una prueba de atletismo que se engloba dentro de la categoría de saltos. La prueba masculina forma parte del programa de atletismo en los Juegos Olímpicos desde su primera edición celebrada en Atenas en 1896. La prueba femenina no debutó hasta la XXVI edición celebrada en Atlanta 1996.
En el Campeonato Mundial de Atletismo la prueba masculina se celebra desde su primera edición, celebrada en Helsinki en 1983. La prueba femenina debutó en la IV edición celebrada en Stuttgart 1993. 
Para completar un triple salto hay que realizar una secuencia de pasos. El primero es un salto con la pierna no dominante, en el segundo se hace otro salto repitiendo la primera pierna y en el tercero se efectúa un cambio de pierna, siendo este el último impulso antes de caer en la arena. El salto sigue una de las dos secuencias de piernas: izquierda, izquierda, derecha y caída o derecha, derecha, izquierda y caída (los primeros dos saltos se realizan con la misma pierna y en el tercer salto con la pierna contraria).
Un concurso estándar, está compuesto por seis intentos, los tres primeros para todos los atletas y los tres últimos para los ocho mejor clasificados, denominados saltos de mejora. En caso de ser ocho atletas o menos, todos pasarán a la mejora. Ganará el atleta que mejor marca haya realizado. En caso de empate se comprobará la segunda mejor marca de cada uno de ellos y así sucesivamente.
La medición se realiza desde la huella más cercana dejada por el atleta en la arena hasta la tabla de batida. Si el saltador realiza la primera batida pasando esta línea, el salto será anulado.

## Fases
- Aproximación: El saltador acelera para mantener una velocidad constante en el tramo de la pista.

- Rebote o hop: El saltador ejecuta el movimiento rápidamente y en forma plana, cubriendo alrededor de 35% de la distancia total.

- Paso o step: Cubre 30% más de la distancia total. El paso es la parte más crítica.

- Salto: Despega con la pierna opuesta y cubre los 35% restantes del salto.

Evolución de un salto.

## Récords Triple Salto

### Aire libre
Actualizado a 1-08-2021
| Récord            | Categoría | Marca (m) | Atleta                 | País           | Lugar      | Fecha      |
| ----------------- | --------- | --------- | ---------------------- | -------------- | ---------- | ---------- |
| Mundial (WR)      | Hombres   | 18,29     | Jonathan Edwards       | Reino Unido    | Lille      | 25-06-1995 |
| Mundial (WR)      | Mujeres   | 15,74     | Yulimar Rojas          | Venezuela      | Belgrado   | 20-03-2022 |
| Olímpico (OR)     | Hombres   | 18,09     | Kenny Harrison         | Estados Unidos | Atlanta    | 27-07-1996 |
| Olímpico (OR)     | Mujeres   | 15,67     | Yulimar Rojas          | Venezuela      | Tokio      | 01-08-2021 |
| Europeo (ER)      | Hombres   | 18,29     | Jonathan Edwards       | Reino Unido    | Lille      | 25-06-1995 |
| Europeo (ER)      | Mujeres   | 15,50     | Inessa Kravets         | Ucrania        | Gotemburgo | 10-08-1995 |
| Americano (AM)    | Hombres   | 18,21     | Christian Taylor       | Estados Unidos | Pekín      | 27-08-2015 |
| Americano (AM)    | Mujeres   | 15,67     | Yulimar Rojas          | Venezuela      | Tokio      | 01-08-2021 |
| Africano (AF)     | Hombres   | 18,07     | Hugues Fabrice Zango   | Burkina Faso   | Aubière    | 16-01-2021 |
| Africano (AF)     | Mujeres   | 15,39     | Francoise Mbango Etone | Camerún        | Pekín      | 17-08-2008 |
| Asiático (AS)     | Hombres   | 17,59     | Yanxi Li               | China          | Jinan      | 26-10-2009 |
| Asiático (AS)     | Mujeres   | 15,25     | Olga Rypakova          | Kazajistán     | Split      | 04-09-2010 |
| Oceánico (OC)     | Hombres   | 17,46     | Ken Lorraway           | Australia      | Londres    | 07-08-1982 |
| Oceánico (OC)     | Mujeres   | 14,04     | Nicole Mladenis        | Australia      | Hobart     | 09-03-2002 |
| Sudamericano (SA) | Hombres   | 17,90     | Jadel Gregório         | Brasil         | Belém      | 20-05-2007 |
| Sudamericano (SA) | Mujeres   | 15,67     | Yulimar Rojas          | Venezuela      | Tokio      | 01-08-2021 |

### Pista cubierta
Actualizado a 20-03-2022
| Récord            | Categoría | Marca (m) | Atleta               | País         | Lugar        | Fecha      |
| ----------------- | --------- | --------- | -------------------- | ------------ | ------------ | ---------- |
| Mundial (WR)      | Hombres   | 18,07     | Hugues Fabrice Zango | Burkina Faso | Aubière      | 16-01-2021 |
| Mundial (WR)      | Mujeres   | 15,74     | Yulimar Rojas        | Venezuela    | Belgrado     | 20-03-2022 |
| Europeo (ER)      | Hombres   | 17,92     | Teddy Tamgho         | Francia      | París        | 06-03-2011 |
| Europeo (ER)      | Mujeres   | 15,36     | Tatiana Lebedeva     | Rusia        | Budapest     | 06-03-2004 |
| Américas (AM)     | Hombres   | 17,83     | Aliecer Urrutia      | Cuba         | Sindelfingen | 01-03-1997 |
| Américas (AM)     | Mujeres   | 15,74     | Yulimar Rojas        | Venezuela    | Belgrado     | 20-03-2022 |
| Africano (AF)     | Hombres   | 18,07     | Hugues Fabrice Zango | Burkina Faso | Aubière      | 16-01-2021 |
| Africano (AF)     | Mujeres   | 14,90     | Yamilé Aldama        | Sudán        | Budapest     | 06-03-2004 |
| Asiático (AS)     | Hombres   | 17,41     | Bin Dong             | China        | Nankín       | 29-02-2016 |
| Asiático (AS)     | Mujeres   | 15,14     | Olga Rypakova        | Kazajistán   | Doha         | 13-03-2019 |
| Oceánico (OC)     | Hombres   | 17,20     | Andrew Murphy        | Australia    | Lisboa       | 09-03-2001 |
| Oceánico (OC)     | Mujeres   | 13,31     | Nicole Mladenis      | Australia    | Budapest     | 05-03-2004 |
| Sudamericano (SA) | Hombres   | 17,56     | Jadel Gregório       | Brasil       | Moscú        | 12-03-2006 |
| Sudamericano (SA) | Mujeres   | 15,74     | Yulimar Rojas        | Venezuela    | Madrid       | 21-02-2020 |

## Progresión de la marca mundial

### Masculino

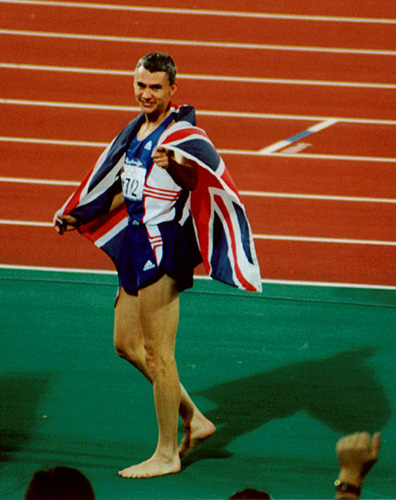
Jonathan Edwards, actual plusmarquista mundial desde 1995.

| Marca     | Viento (m/s) | Atleta                  | Fecha                    | Lugar                    |
| --------- | ------------ | ----------------------- | ------------------------ | ------------------------ |
| 15,52 m   |              | Dan Ahearn              | 30 de mayo de 1911       | New York, EUA            |
| 15,52 m   |              | Nick Winter             | 12 de julio de 1924      | París, Francia           |
| 15,58 m   |              | Mikio Oda               | 27 de octubre de 1931    | Tokio, Japón             |
| 15,72 m   |              | Chuhei Nambu            | 14 de agosto de 1932     | Los Ángeles, EUA         |
| 15,78 m   |              | Jack Metcalfe           | 14 de diciembre de 1935  | Sídney, Australia        |
| 16,00 m   | + 0,6        | Naoto Tajima            | 6 de agosto de 1936      | Berlín, Alemania         |
| 16,00 m   | + 1,6        | Adhemar da Silva        | 3 de diciembre de 1950   | São Paulo, Brasil        |
| 16,01 m   | + 1,2        | Adhemar da Silva        | 30 de septiembre de 1951 | Río de Janeiro, Brasil   |
| 16,12 m   |              | Adhemar da Silva        | 23 de julio de 1952      | Helsinki, Finlandia      |
| 16,22 m   |              | Adhemar da Silva        | 23 de julio de 1952      | Helsinki, Finlandia      |
| 16,23 m   | + 1,5        | Leonid Serbakov         | 19 de julio de 1953      | Moscú, Unión Soviética   |
| 16,56 m A | + 0,2        | Adhemar da Silva        | 16 de marzo de 1955      | Ciudad de México         |
| 16,59 m   | + 1,0        | Oleg Ryakhovskiy        | 28 de julio de 1958      | Moscú, Unión Soviética   |
| 16,70 m   | + 0,0        | Oleg Fedoseyev          | 3 de mayo de 1959        | Nalchik, Unión Soviética |
| 17,03 m   | + 1,0        | Józef Schmidt           | 5 de agosto de 1960      | Olsztyn, Polonia         |
| 17,10 m A | + 0,0        | Giuseppe Gentile        | 16 de octubre de 1968    | Ciudad de México         |
| 17,22 m A | + 0,0        | Giuseppe Gentile        | 17 de octubre de 1968    | Ciudad de México         |
| 17,23 m A | + 2,0        | Viktor Saneyev          | 17 de octubre de 1968    | Ciudad de México         |
| 17,27 m A | + 2,0        | Nelson Prudencio        | 17 de octubre de 1968    | Ciudad de México         |
| 17,39 m A | + 2,0        | Viktor Saneyev          | 17 de octubre de 1968    | Ciudad de México         |
| 17,40 m A | + 0,4        | Pedro Pérez             | 5 de agosto de 1971      | Cali, Colombia           |
| 17,44 m   | - 0,5        | Viktor Saneyev          | 17 de octubre de 1972    | Sukhumi, Unión Soviética |
| 17,89 m A | + 0,0        | João Carlos de Oliveira | 15 de octubre de 1975    | Ciudad de México         |
| 17,97 m   | + 1,5        | Willie Banks            | 16 de junio de 1985      | Indianápolis, EUA        |
| 17,98 m   | + 1,8        | Jonathan Edwards        | 18 de julio de 1995      | Salamanca, España        |
| 18,16 m   | + 1,3        | Jonathan Edwards        | 7 de agosto de 1995      | Gotemburgo, Suecia       |
| 18,29 m   | + 1,3        | Jonathan Edwards        | 7 de agosto de 1995      | Gotemburgo, Suecia       |

### Femenino
El primer récord mundial en triple salto femenino fue reconocido por la Asociación Internacional de Federaciones de Atletismo (IAAF) en 1990.

#### Progresión no oficial previa a 1990

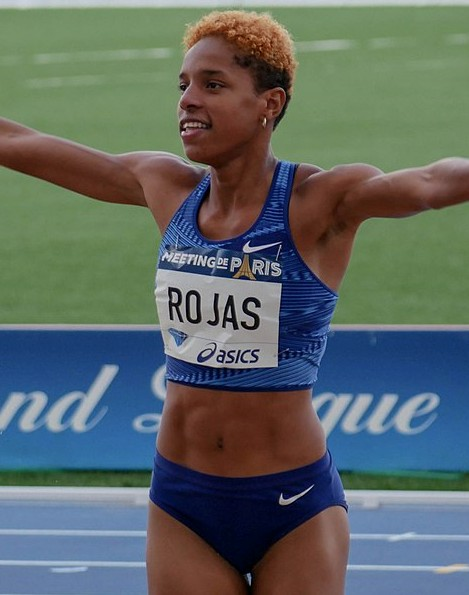
Yulimar Rojas, actual plusmarquista mundial desde 2021.

| Marca   | Atleta             | Fecha                 | Lugar               |
| ------- | ------------------ | --------------------- | ------------------- |
| 10.32 m | Elizabeth Stine    | 13 de mayo de 1922    | Mamaroneck, EUA     |
| 10.50 m | Adrienne Kaenel    | 23 de julio de 1923   | Ginebra, Suiza      |
| 11.62 m | Kinue Hitomi       | 17 de octubre de 1926 | Harbin, China       |
| 11.66 m | Rie Yamaguchi      | 21 de octubre de 1939 | desconocido         |
| 12.22 m | Mary Bignal        | 18 de junio de 1959   | Street, Inglaterra  |
| 12.43 m | Terri Turner       | 9 de mayo de 1981     | Austin, Texas, EUA  |
| 12.47 m | Terri Turner       | 7 de mayo de 1982     | Austin, Texas, EUA  |
| 12.51 m | Melody Smith       | 6 de mayo de 1983     | Austin, Texas, EUA  |
| 12.98 m | Easter Gabriel     | 7 de mayo de 1983     | Baton Rouge, EUA    |
| 13.15 m | Terri Turner       | 24 de marzo de 1984   | Austin, Texas, EUA  |
| 13.21 m | Terri Turner       | 13 de abril de 1984   | Baton Rouge, EUA    |
| 13.58 m | Wendy Brown        | 30 de mayo de 1985    | Austin, Texas, EUA  |
| 13.68 m | Esmeralda García   | 5 de junio de 1986    | Indianapolis, EUA   |
| 13.71 m | Wendy Brown        | 2 de mayo de 1987     | Los Angeles, EUA    |
| 13.73 m | Flora Hyacinth     | 17 de mayo de 1987    | Tuscaloosa, EUA     |
| 13.78 m | Sheila Hudson      | 6 de junio de 1987    | Baton Rouge, EUA    |
| 13.85 m | Sheila Hudson      | 26 de junio de 1987   | San Jose, EUA       |
| 14.04 m | Li Huirong         | 11 de octubre de 1987 | Hamamatsu, Japón    |
| 14.16 m | Li Huirong         | 23 de abril de 1988   | Shijiazhuang, China |
| 14.52 m | Galina Chistyakova | 2 de julio de 1989    | Estocolmo, Suecia   |

#### Progresión oficial desde 1990[4]
| Marca   | Viento (m/s) | Atleta         | Fecha                | Lugar                  |
| ------- | ------------ | -------------- | -------------------- | ---------------------- |
| 14,54 m | + 1,1        | Li Huirong     | 25 de agosto de 1990 | Sapporo, Japón         |
| 14,95 m | - 0,2        | Inessa Kravets | 10 de junio de 1991  | Moscú, Unión Soviética |
| 14,97 m | + 0,9        | Yolanda Chen   | 18 de junio de 1993  | Moscú, Rusia           |
| 15,09 m | + 0,5        | Anna Biryukova | 21 de agosto de 1993 | Stuttgart, Alemania    |
| 15,50 m | + 0,9        | Inessa Kravets | 10 de agosto de 1995 | Gotemburgo, Suecia     |
| 15,67 m | + 0,7        | Yulimar Rojas  | 1 de agosto de 2021  | Tokio, Japón           |
| 15,74 m | 0,0          | Yulimar Rojas  | 20 de marzo de 2022  | Belgrado, Serbia       |

## Mejores atletas de todos los tiempos
Actualizado a junio de 2024

### Aire libre

#### Categoría masculina
| Ranking | Marca (m) | Atleta                  | País            | Fecha                 | Lugar            |
| ------- | --------- | ----------------------- | --------------- | --------------------- | ---------------- |
| 1       | 18,29     | Jonathan Edwards        | Reino Unido     | 7 de agosto de 1995   | Gotemburgo       |
| 2       | 18,21     | Christian Taylor        | Estados Unidos  | 27 de agosto de 2015  | Pekín            |
| 3       | 18,18     | Jordan Díaz Fortún      | España          | 11 de junio de 2024   | Roma             |
| 4       | 18,14     | Will Claye              | Estados Unidos  | 29 de junio de 2019   | Long Beach       |
| 5       | 18,09     | Kenny Harrison          | Estados Unidos  | 27 de julio de 1996   | Atlanta          |
| 6       | 18,08     | Pedro Pablo Pichardo    | Cuba            | 15 de mayo de 2015    | Doha             |
| 7       | 18,04     | Teddy Tamgho            | Francia         | 18 de agosto de 2013  | Moscú            |
| 9       | 17,97     | Willie Banks            | Estados Unidos  | 16 de junio de 1985   | Indianápolis     |
| 10      | 17,92     | Hristo Markov           | Bulgaria        | 31 de agosto de 1987  | Roma             |
| 10      | 17,92     | James Beckford          | Jamaica         | 20 de mayo de 1995    | Odessa           |
| 12      | 17,90     | Vladimir Inozemtsev     | Unión Soviética | 20 de junio de 1990   | Bratislava       |
| 12      | 17,90     | Jadel Gregório          | Brasil          | 20 de mayo de 2007    | Belém            |
| 14      | 17,89     | João Carlos de Oliveira | Brasil          | 15 de octubre de 1975 | Ciudad de México |

#### Categoría femenina
| Ranking | Marca (m) | Atleta                 | País            | Fecha                    | Lugar      |
| ------- | --------- | ---------------------- | --------------- | ------------------------ | ---------- |
| 1       | 15,67     | Yulimar Rojas          | Venezuela       | 1 de agosto de 2021      | Tokio      |
| 2       | 15,50     | Inessa Kravets         | Ucrania         | 10 de agosto de 1995     | Gotemburgo |
| 3       | 15,39     | Françoise Mbango Etone | Camerún         | 17 de agosto de 2008     | Pekín      |
| 4       | 15,34     | Tatiana Lébedeva       | Rusia           | 4 de julio de 2004       | Heraclión  |
| 5       | 15,32     | Hrisopiyí Devetzí      | Grecia          | 21 de agosto de 2004     | Atenas     |
| 6       | 15,31     | Caterine Ibargüen      | Colombia        | 18 de julio de 2014      | Mónaco     |
| 7       | 15,29     | Yamilé Aldama          | Cuba            | 11 de julio de 2003      | Roma       |
| 8       | 15,28     | Yargelis Savigne       | Cuba            | 31 de agosto de 2007     | Osaka      |
| 9       | 15,25     | Olga Rypakova          | Kazajistán      | 4 de septiembre de 2010  | Split      |
| 10      | 15,20     | Šárka Kašparkova       | República Checa | 4 de agosto de 1997      | Atenas     |
| 10      | 15,20     | Tereza Marinova        | Bulgaria        | 24 de septiembre de 2000 | Sídney     |
| 12      | 15,18     | Iva Prandzheva         | Bulgaria        | 10 de agosto de 1995     | Gotemburgo |

## Medallistas olímpicos

### Masculino
Detalles ver Anexo:Medallistas olímpicos en atletismo (Triple salto masculino).
| Edición             | Oro                                           | Plata                                 | Bronce                                |
| ------------------- | --------------------------------------------- | ------------------------------------- | ------------------------------------- |
| Atenas 1896         | James B. Connolly (13,71 m.) · Estados Unidos | Alexandre Tuffèri · Francia           | Ioannis Persakis · Grecia             |
| París 1900          | Myer Prinstein (14,47 m.) · Estados Unidos    | James B. Connolly · Estados Unidos    | Lewis Sheldon · Estados Unidos        |
| San Luis 1904       | Myer Prinstein (14,35 m.) · Estados Unidos    | Frederick Engelhardt · Estados Unidos | Robert Stangland · Estados Unidos     |
| Londres 1908        | Timothy Ahearne (14,92 m.) · Reino Unido      | John Garfield MacDonald · Canadá      | Edvard Larsen · Noruega               |
| Estocolmo 1912      | Gustaf Lindblom (14,76 m.) · Suecia           | Georg Åberg · Suecia                  | Erik Almlöf · Suecia                  |
| Amberes 1920        | Vilho Tuulos (14,505 m.) · Finlandia          | Folke Jansson · Suecia                | Erik Almlöf · Suecia                  |
| París 1924          | Nick Winter (15,525 m.) · Australia           | Luis Brunetto · Argentina             | Vilho Tuulos · Finlandia              |
| Ámsterdam 1928      | Mikio Oda (15,21 m.) · Japón                  | Levi Casey · Estados Unidos           | Vilho Tuulos · Finlandia              |
| Los Ángeles 1932    | Chuhei Nambu (15,72 m.) · Japón               | Erik Svensson · Suecia                | Kenkichi Oshima · Japón               |
| Berlín 1936         | Naoto Tajima (16,00 m.) · Japón               | Masao Harada · Japón                  | Jack Metcalfe · Australia             |
| Londres 1948        | Arne Åhman (15,40 m.) · Suecia                | George Avery · Australia              | Ruhi Sarıalp · Turquía                |
| Helsinki 1952       | Adhemar da Silva (16,22 m.) · Brasil          | Leonid Shcherbakov · Unión Soviética  | Arnoldo Devonish · Venezuela          |
| Melbourne 1956      | Adhemar da Silva (16,35 m.) · Brasil          | Vilhjálmur Einarsson · Islandia       | Vitold Kreyer · Unión Soviética       |
| Roma 1960           | Józef Szmidt (16,81 m.) · Polonia             | Vladimir Goryaev · Unión Soviética    | Vitold Kreyer · Unión Soviética       |
| Tokio 1964          | Józef Szmidt (16,85 m.) · Polonia             | Oleg Fedoseyev · Unión Soviética      | Viktor Kravchenko · Unión Soviética   |
| México 1968         | Viktor Saneyev (17,39 m.) · Unión Soviética   | Nelson Prudêncio · Brasil             | Giuseppe Gentile · Italia             |
| Múnich 1972         | Viktor Saneyev (17,35 m.) · Unión Soviética   | Jörg Drehmel · Alemania Oriental      | Nelson Prudêncio · Brasil             |
| Montreal 1976       | Viktor Saneyev (17,29 m.) · Unión Soviética   | James Butts · Estados Unidos          | João Carlos de Oliveira · Brasil      |
| Moscú 1980          | Jaak Uudmäe (17,35 m.) · Unión Soviética      | Viktor Saneyev · Unión Soviética      | João Carlos de Oliveira · Brasil      |
| Los Ángeles 1984    | Al Joyner (17,26 m.) · Estados Unidos         | Mike Conley · Estados Unidos          | Keith Connor · Reino Unido            |
| Seúl 1988           | Hristo Markov (17,61 m.) · Bulgaria           | Igor Lapshin · Unión Soviética        | Alexander Kovalenko · Unión Soviética |
| Barcelona 1992      | Mike Conley (18,17 m.) · Estados Unidos       | Charles Simpkins · Estados Unidos     | Frank Rutherford · Bahamas            |
| Atlanta 1996        | Kenny Harrison (18,09 m. ) · Estados Unidos   | Jonathan Edwards · Reino Unido        | Yoelbi Quesada · Cuba                 |
| Sídney 2000         | Jonathan Edwards (17,71 m.) · Reino Unido     | Yoel García · Cuba                    | Denis Kapustin · Rusia                |
| Atenas 2004         | Christian Olsson (17,79 m.) · Suecia          | Marian Oprea · Rumania                | Danil Burkenya · Rusia                |
| Pekín 2008          | Nelson Évora (17,67 m.) · Portugal            | Phillips Idowu · Reino Unido          | Leevan Sands · Bahamas                |
| Londres 2012        | Christian Taylor (17,81 m.) · Estados Unidos  | Will Claye · Estados Unidos           | Fabrizio Donato · Italia              |
| Río de Janeiro 2016 | Christian Taylor (17,86 m.) · Estados Unidos  | Will Claye · Estados Unidos           | Dong Bin · República Popular China    |
| Tokio 2020          | Pedro Pichardo (17,98 m.) · Portugal          | Zhu Yaming · República Popular China  | Hugues Fabrice Zango · Burkina Faso   |
| París 2024          | Jordan Díaz Fortún (17,86 m.) · España        | Pedro Pichardo · Portugal             | Andy Díaz Hernández · Italia          |

### Femenino
| Edición             | Oro                                      | Plata                        | Bronce                             |
| ------------------- | ---------------------------------------- | ---------------------------- | ---------------------------------- |
| Atlanta 1996        | Inessa Kravets (15,33) · Ucrania         | Inna Lasovskaya · Rusia      | Šárka Kašpárková · República Checa |
| Sídney 2000         | Tereza Marinova (15,20) · Bulgaria       | Tatyana Lebedeva · Rusia     | Olena Hovorova · Ucrania           |
| Atenas 2004         | Françoise Mbango Etone (15,30) · Camerún | Hrysopiyi Devetzi · Grecia   | Tatyana Lebedeva · Rusia           |
| Pekín 2008          | Françoise Mbango Etone (15,39) · Camerún | Olga Rypakova · Kazajistán   | Yargelis Savigne · Cuba            |
| Londres 2012        | Olga Rypakova (14,98) · Kazajistán       | Caterine Ibargüen · Colombia | Olga Saladuha · Ucrania            |
| Río de Janeiro 2016 | Caterine Ibargüen (15,17) · Colombia     | Yulimar Rojas · Venezuela    | Olga Rypakova · Kazajistán         |
| Tokio 2020          | Yulimar Rojas (15,67 ) · Venezuela       | Patrícia Mamona · Portugal   | Ana Peleteiro · España             |
| París 2024          | Thea LaFond (15,02) · Dominica           | Shanieka Ricketts · Jamaica  | Jasmine Moore · Estados Unidos     |

## Campeones mundiales
- Ganadores en el Campeonato Mundial de Atletismo.

### Masculino
| Edición         | Oro                  | Plata                   | Bronce               |
| --------------- | -------------------- | ----------------------- | -------------------- |
| Helsinki 1983   | Zdzisław Hoffmann    | Willie Banks            | Ajayi Agbebaku       |
| Roma 1987       | Hristo Markov        | Mike Conley             | Oleg Sakirkin        |
| Tokio 1991      | Kenny Harrison       | Leonid Voloshin         | Mike Conley          |
| Stuttgart 1993  | Mike Conley          | Leonid Voloshin         | Jonathan Edwards     |
| Gotemburgo 1995 | Jonathan Edwards     | Brian Wellman           | Jérôme Romain        |
| Atenas 1997     | Yoelbi Quesada       | Jonathan Edwards        | Aliecer Urrutia      |
| Sevilla 1999    | Charles Friedek      | Rostislav Dimitrov      | Jonathan Edwards     |
| Edmonton 2001   | Jonathan Edwards     | Christian Olsson        | Igor Spasovkhodskiy  |
| París 2003      | Christian Olsson     | Yoandri Betanzos        | Leevan Sands         |
| Helsinki 2005   | Walter Davis         | Yoandri Betanzos        | Marian Oprea         |
| Osaka 2007      | Nelson Évora         | Jadel Gregório          | Walter Davis         |
| Berlín 2009     | Phillips Idowu       | Nelson Évora            | Alexis Copello       |
| Daegu 2011      | Christian Taylor     | Phillips Idowu          | Will Claye           |
| Moscú 2013      | Teddy Tamgho         | Pedro Pichardo          | Will Claye           |
| Pekín 2015      | Christian Taylor     | Pedro Pichardo          | Nelson Évora         |
| Londres 2017    | Christian Taylor     | Will Claye              | Nelson Évora         |
| Doha 2019       | Christian Taylor     | Will Claye              | Hugues Fabrice Zango |
| Oregón 2022     | Pedro Pichardo       | Hugues Fabrice Zango    | Zhu Yaming           |
| Budapest 2023   | Hugues Fabrice Zango | Lázaro Martínez Santray | Cristian Nápoles     |

### Femenino
| Edición         | Oro                | Plata                   | Bronce            |
| --------------- | ------------------ | ----------------------- | ----------------- |
| Stuttgart 1993  | Anna Biryukova     | Iolanda Chen            | Iva Prandzheva    |
| Gotemburgo 1995 | Inessa Kravets     | Iva Prandzheva          | Anna Biryukova    |
| Atenas 1997     | Šárka Kašpárková   | Rodica Mateescu         | Olena Hovorova    |
| Sevilla 1999    | Paraskeví Tsiamíta | Yamilé Aldama           | Olga Vasdeki      |
| Edmonton 2001   | Tatyana Lebedeva   | Françoise Mbango Etone  | Tereza Marinova   |
| París 2003      | Tatyana Lebedeva   | Françoise Mbango Etone  | Magdelín Martínez |
| Helsinki 2005   | Trecia Smith       | Yargelis Savigne        | Anna Pyatykh      |
| Osaka 2007      | Yargelis Savigne   | Tatyana Lebedeva        | Hrysopiyí Devetzí |
| Berlín 2009     | Yargelis Savigne   | Mabel Gay               | Anna Pyatykh      |
| Daegu 2011      | Olha Saladuha      | Olga Rypakova           | Caterine Ibargüen |
| Moscú 2013      | Caterine Ibargüen  | Ekaterina Koneva        | Olha Saladuha     |
| Pekín 2015      | Caterine Ibargüen  | Hanna Kniazieva-Minenko | Olga Rypakova     |
| Londres 2017    | Yulimar Rojas      | Caterine Ibargüen       | Olga Rypakova     |
| Doha 2019       | Yulimar Rojas      | Shanieka Ricketts       | Caterine Ibargüen |
| Oregón 2022     | Yulimar Rojas      | Shanieka Ricketts       | Tori Franklin     |
| Budapest 2023   | Yulimar Rojas      | Maryna Bej-Romanchuk    | Leyanis Pérez     |

## Mejores marcas por temporada
| Año  | Distancia | Atleta                  | Lugar                  |
| ---- | --------- | ----------------------- | ---------------------- |
| 1967 | 16.92     | Aleksandr Zolotaryev    | Chorzow                |
| 1968 | 17.39     | Viktor Saneyev          | Ciudad de México       |
| 1969 | 16.94     | Viktor Saneyev          | Atenas                 |
| 1970 | 17.34     | Viktor Saneyev          | Sujumi                 |
| 1971 | 17.40     | Pedro Pérez             | Cali                   |
| 1972 | 17.44     | Viktor Saneyev          | Sujumi                 |
| 1973 | 17.20     | Mikhail Bariban         | Moscú                  |
| 1974 | 17.23     | Viktor Saneyev          | Roma                   |
| 1975 | 17.89     | João Carlos de Oliveira | Ciudad de México       |
| 1976 | 17.38     | João Carlos de Oliveira | Río de Janeiro         |
| 1977 | 17.19     | Ron Livers              | Sochi                  |
| 1978 | 17.44     | João Carlos de Oliveira | Bratislava             |
| 1979 | 17.27     | João Carlos de Oliveira | San Juan               |
| 1980 | 17.35     | Jaak Uudmäe             | Moscú                  |
| 1981 | 17.56     | Willie Banks            | Sacramento, California |
| 1982 | 17.57     | Keith Connor            | Provo                  |
| 1983 | 17.55     | Vasiliy Grishchenkov    | Moscú                  |
| 1984 | 17.46     | Oleg Protsenko          | Moscú                  |
| 1985 | 17.97     | Willie Banks            | Indianápolis           |
| 1986 | 17.80     | Khristo Markov          | Budapest               |
| 1987 | 17.92     | Khristo Markov          | Roma                   |
| 1988 | 17.77     | Khristo Markov          | Sofía                  |
| 1989 | 17.65     | Mike Conley             | Budapest               |
| 1990 | 17.93     | Kenny Harrison          | Estocolmo              |
| 1991 | 17.78     | Kenny Harrison          | Tokio                  |
| 1992 | 17.72     | Mike Conley             | Zürich                 |
| 1993 | 17.86     | Mike Conley             | Stuttgart              |
| 1994 | 17.77     | Leonid Voloshin         | Grenoble               |
| 1995 | 18.29     | Jonathan Edwards        | Gothenburg             |
| 1996 | 18.09     | Kenny Harrison          | Atlanta                |
| 1997 | 17.85     | Yoelbi Quesada          | Atenas                 |
| 1998 | 18.01     | Jonathan Edwards        | Oslo                   |
| 1999 | 17.59     | Charles Friedek         | Sevilla                |
| 2000 | 17.71     | Jonathan Edwards        | Sídney                 |
| 2001 | 17.92     | Jonathan Edwards        | Edmonton               |
| 2002 | 17.86     | Jonathan Edwards        | Mánchester             |
| 2003 | 17.77     | Christian Olsson        | Haina                  |
| 2004 | 17.83     | Christian Olsson        | Budapest               |
| 2005 | 17.81     | Marian Oprea            | Lausanne               |
| 2006 | 17.74     | Marian Oprea            | Bucarest               |
| 2007 | 17.90     | Jadel Gregório          | Belém                  |
| 2008 | 17.75     | Phillips Idowu          | Valencia               |
| 2009 | 17.73     | Phillips Idowu          | Berlín                 |
| 2010 | 17.98     | Teddy Tamgho            | Nueva York             |
| 2011 | 17.96     | Christian Taylor        | Daegu                  |
| 2012 | 17.81     | Christian Taylor        | Londres                |
| 2013 | 18.04     | Teddy Tamgho            | Moscú                  |
| 2014 | 17.76     | Pedro Pablo Pichardo    | La Habana              |
| 2015 | 18.21     | Christian Taylor        | Beijing                |
| 2016 | 17.86     | Christian Taylor        | Río de Janeiro         |
| 2017 | 18.11     | Christian Taylor        | Eugene                 |
| 2018 | 17.95     | Pedro Pablo Pichardo    | Doha                   |
| 2019 | 18.14     | Will Claye              | Long Beach             |
| 2020 | 17.77     | Hugues Fabrice Zango    | París                  |
| 2021 | 18.07     | Hugues Fabrice Zango    | Aubière                |
| 2022 | 17.95     | Pedro Pichardo          | Eugene                 |
| 2023 | 17.87     | Jaydon Hibbert          | Baton Rouge            |

| Año  | Distancia | Atleta                             | Lugar             |
| ---- | --------- | ---------------------------------- | ----------------- |
| 1969 |           |                                    |                   |
| 1970 |           |                                    |                   |
| 1971 |           |                                    |                   |
| 1972 |           |                                    |                   |
| 1973 |           |                                    |                   |
| 1974 |           |                                    |                   |
| 1975 |           |                                    |                   |
| 1976 |           |                                    |                   |
| 1977 |           |                                    |                   |
| 1978 |           |                                    |                   |
| 1979 |           |                                    |                   |
| 1980 |           |                                    |                   |
| 1981 |           |                                    |                   |
| 1982 |           |                                    |                   |
| 1983 |           |                                    |                   |
| 1984 |           |                                    |                   |
| 1985 |           |                                    |                   |
| 1986 | 13.68     | Esmeralda de Jesús García          | Indianápolis      |
| 1987 | 14.04     | Li Huirong                         | Hamamatsu         |
| 1988 | 14.16     | Li Huirong                         | Shijiazhuang      |
| 1989 | 14.52     | Galina Chistyakova                 | Estocolmo         |
| 1990 | 14.54     | Li Huirong                         | Sapporo           |
| 1991 | 14.95     | Inessa Kravets                     | Moscú             |
| 1992 | 14.62     | Galina Chistyakova                 | Villeneuve d'Ascq |
| 1993 | 15.09     | Anna Biryukova                     | Stuttgart         |
| 1994 | 14.98     | Sofiya Bozhanova                   | Stara Zagora      |
| 1995 | 15.50     | Inessa Kravets                     | Gothenburg        |
| 1996 | 15.33     | Inessa Kravets                     | Sacramento        |
| 1997 | 15.20     | Šárka Kašpárková                   | Atenas            |
| 1998 | 15.16     | Ashia Hansen                       | Maebashi          |
| 1999 | 15.07     | Paraskevi Tsiamita                 | Sevilla           |
| 2000 | 15.32     | Tatyana Lebedeva                   | Yokohama          |
| 2001 | 15.25     | Tatyana Lebedeva                   | Edmonton          |
| 2002 | 14.95     | Françoise Mbango Etone             | Radès             |
| 2003 | 15.29     | Yamilé Aldama                      | Roma              |
| 2004 | 15.36     | Tatyana Lebedeva                   | Budapest          |
| 2005 | 15.11     | Tatyana Lebedeva Trecia Smith      | ParísHelsinki     |
| 2006 | 15.23     | Tatyana Lebedeva                   | Atenas            |
| 2007 | 15.28     | Yargelis Savigne                   | Osaka             |
| 2008 | 15.39     | Françoise Mbango Etone             | Beijing           |
| 2009 | 15.14     | Nadezhda Alekhina                  | Cheboksary        |
| 2010 | 15.25     | Olga Rypakova                      | Split             |
| 2011 | 14.99     | Yargelis Savigne Caterine Ibargüen | ParísBogotá       |
| 2012 | 14.99     | Olha Saladuha                      | Helsinki          |
| 2013 | 14.88     | Olha Saladuha                      | Gothenburg        |
| 2014 | 15.31     | Caterine Ibargüen                  | Mónaco            |
| 2015 | 15.04     | Ekaterina Koneva                   | Eugene            |
| 2016 | 15.17     | Caterine Ibargüen                  | Río de Janeiro    |
| 2017 | 14.96     | Catherine Ibarguen                 | Andújar           |
| 2018 | 14.86     | Caterine Ibargüen                  | Rabat             |
| 2019 | 15.11     | Yulimar Rojas                      | Lima              |
| 2020 | 15.43     | Yulimar Rojas                      | Madrid            |
| 2021 | 15.67     | Yulimar Rojas                      | Tokio             |
| 2022 | 15.47     | Yulimar Rojas                      | Eugene            |
| 2023 | 15.08     | Yulimar Rojas                      | Budapest          |